# Kintetsu Osaka-lijn
De Kintetsu Osaka-lijn  (Japans: 大阪線, Ōsaka-sen) is een spoorlijn tussen de steden Osaka en Matsusaka in Japan. De lijn maakt deel uit van het netwerk van het particuliere spoorbedrijf Kintetsu in de regio Osaka-Kobe-Kioto.

## Geschiedenis
Het eerste gedeelte van de lijn, tussen Osaka Uehommachi en het station Fuse werd in 1914 door de Osaka Electric Railway aangelegd met 600 V gelijkstroom. In 1924 werd de lijn verlengd naar Kintetsu Yao en in 1925 naar Onji. Later dat jaar werd het gedeelte tussen Yamato-Takada en Yamato-Yagi geopend (nog enkelsporig). In 1927 werd het traject tussen Onji en Yamato-Takade uitgebreid met een tweede spoor. De lijn werd in 1929 verlengd naar Sakurai en de spanning werd verhoogd naar 1500 V gelijkstroom.
De Sangu Express Railway opende in 1929 een spoorlijn van Sakura naar Hase met 1500 V gelijkstroom. Deze werd in 1930 verlengd naar Nabari en vanaf daar met enkelspoor naar Ise-Nakagawa.
Tussen 1941 en 1944 werden beide maatschappijen onderdeel van Kintetsu, die de zeggenschap over de twee lijnen kreeg.

## Treindiensten
- Tokkyū (特急, intercity) rijdt vanaf Osaka Uehommachi tot aan Kintetsu Nagoya, Matsusaka, Toba of Kashikojima.
- Kaisoku Kyūkō (区間準急, sneltrein) rijdt alleen in de spitsuren vanaf Osaka Uehommachi tot aan Aoyamachō of Matsusaka.
- Junkyū (準急, sneltrein) rijdt tussen Osaka Uehommachi en Takayasu, Haibara of Nabari.
- Kukan Junkyū (快速急行, sneltrein) rijdt tussen Osaka Uehommachi en Haibara buiten de spitsuren, een trein rijdt door tot Nabari.
- Futsu (普通, stoptrein) stopt op elk station.

## Stations
| Station | Japans       | Verbindingen                                                                      | Wijk          | Stad          | Prefectuur |
| --- | ------------ | --------------------------------------------------------------------------------- | ------------- | ------------- | ---------- |
| Osaka Uehommachi | 大阪上本町   | Kintetsu: Nara-lijn, Namba-lijn Metro van Osaka: Tanimachi-lijn, Sennichimae-lijn | Tennōji-ku    | Osaka         | Osaka      |
| Tsuruhashi | 鶴橋         | JR West: Osaka Loop-lijn Kintestu: Nara-lijn Metro van Osaka: Sennichimae-lijn    | Ikuno-ku      | Osaka         | Osaka      |
| Imazato | 今里駅       | Kintestu: Nara-lijn                                                               | Ikuno-ku      | Osaka         | Osaka      |
| Fuse | 布施         | Kintestu: Nara-lijn                                                               | Higashi-Osaka | Higashi-Osaka | Osaka      |
| Shuntokumichi | 俊徳道       | JR West: Osaka Higashi-lijn                                                       | Higashi-Osaka | Higashi-Osaka | Osaka      |
| Nagase | 長瀬         |                                                                                   | Higashi-Osaka | Higashi-Osaka | Osaka      |
| Mito | 弥刀         |                                                                                   | Higashi-Osaka | Higashi-Osaka | Osaka      |
| Kyūhōjiguchi | 久宝寺口     |                                                                                   | Yao           | Yao           | Osaka      |
| Kintetsu Yao | 近鉄八尾     |                                                                                   | Yao           | Yao           | Osaka      |
| Kawachi-Yamamoto | 河内山本     | Kintetsu: Shigi-lijn                                                              | Yao           | Yao           | Osaka      |
| Takayasu | 高安         |                                                                                   | Yao           | Yao           | Osaka      |
| Onji | 恩智         |                                                                                   | Yao           | Yao           | Osaka      |
| Hōzenji | 法善寺       |                                                                                   | Kashiwara     | Kashiwara     | Osaka      |
| Andō | 安堂         |                                                                                   | Kashiwara     | Kashiwara     | Osaka      |
| Kawachi-Kokubu | 河内国分     |                                                                                   | Kashiwara     | Kashiwara     | Osaka      |
| Ōsaka-Kyōikudai-mae | 大阪教育大前 |                                                                                   | Kashiwara     | Kashiwara     | Osaka      |
| Sekiya | 関屋         |                                                                                   | Kashiba       | Kashiba       | Nara       |
| Nijō | 二上         |                                                                                   | Kashiba       | Kashiba       | Nara       |
| Kintetsu Shimoda | 近鉄下田     | JR West: Wakayama-lijn (station Kashiba)                                          | Kashiba       | Kashiba       | Nara       |
| Goidō | 五位堂       |                                                                                   | Kashiba       | Kashiba       | Nara       |
| Tsukiyama | 築山         |                                                                                   | Yamatotakada  | Yamatotakada  | Nara       |
| Yamato-Takada | 大和高田     | JR West: Wakayama-lijn (station Takada)                                           | Yamatotakada  | Yamatotakada  | Nara       |
| Matsuzuka | 松塚         |                                                                                   | Yamatotakada  | Yamatotakada  | Nara       |
| Masuga | 真菅         |                                                                                   | Kashihara     | Kashihara     | Nara       |
| Yamato-Yagi | 大和八木     | Kintetsu: Kintetsu Kashihara-lijn                                                 | Kashihara     | Kashihara     | Nara       |
| Miminashi | 耳成         |                                                                                   | Kashihara     | Kashihara     | Nara       |
| Daifuku | 大福         |                                                                                   | Sakurai       | Sakurai       | Nara       |
| Sakurai | 桜井         | JR West: Sakurai-lijn                                                             | Sakurai       | Sakurai       | Nara       |
| Yamato-Asakura | 大和朝倉     |                                                                                   | Sakurai       | Sakurai       | Nara       |
| Hasedera | 長谷寺       |                                                                                   | Sakurai       | Sakurai       | Nara       |
| Haibara | 長谷寺       |                                                                                   | Uda           | Uda           | Nara       |
| Murōguchi-Ōno | 室生口大野   |                                                                                   | Uda           | Uda           | Nara       |
| Sambommatsu | 三本松       |                                                                                   | Uda           | Uda           | Nara       |
| Akameguchi | 赤目口       |                                                                                   | Nabari        | Nabari        | Mie        |
| Nabari | 名張         |                                                                                   | Nabari        | Nabari        | Mie        |
| Kikyōgaoka | 桔梗が丘     |                                                                                   | Nabari        | Nabari        | Mie        |
| Mihata | 美旗         |                                                                                   | Nabari        | Nabari        | Mie        |
| Iga-Kambe | 伊賀神戸     | Iga Railway: Iga-lijn                                                             | Iga           | Iga           | Mie        |
| Aoyamachō | 青山町       |                                                                                   | Iga           | Iga           | Mie        |
| Iga-Kōzu | 伊賀上津     |                                                                                   | Iga           | Iga           | Mie        |
| Nishi-Aoyama | 西青山       |                                                                                   | Iga           | Iga           | Mie        |
| Higashi-Aoyama | 東青山       |                                                                                   | Tsu           | Tsu           | Mie        |
| Sakakibara-Onsenguchi | 榊原温泉口   |                                                                                   | Tsu           | Tsu           | Mie        |
| Ōmitsu | 大三         |                                                                                   | Tsu           | Tsu           | Mie        |
| Ise-Ishibashi | 伊勢石橋     |                                                                                   | Tsu           | Tsu           | Mie        |
| Kawai-Takaoka | 川合高岡     |                                                                                   | Tsu           | Tsu           | Mie        |
| Ise-Nakagawa | 伊勢中川     | Kintetsu: Yamada-lijn, Kintetsu Nagoya-lijn                                       | Matsusaka     | Matsusaka     | Mie        |
| Richting Kintetsu Nagoya via de Kintetsu Nagoya-lijn en richting Toba en Kashikojima via de Yamada-, Toba- en Shima-lijnen |              |                                                                                   |               |               |            |